# Smartwings Slovakia
 (avril 2021).
La mise en forme du texte ne suit pas les recommandations de Wikipédia : il faut le « wikifier ».
Les points d'amélioration suivants sont les cas les plus fréquents. Le détail des points à revoir est peut-être précisé sur la page de discussion.
- Les titres sont pré-formatés par le logiciel. Ils ne sont ni en capitales, ni en gras.
- Le texte ne doit pas être écrit en capitales (les noms de famille non plus), ni en gras, ni en italique, ni en « petit »…
- Le gras n'est utilisé que pour surligner le titre de l'article dans l'introduction, une seule fois.
- L'italique est rarement utilisé : mots en langue étrangère, titres d'œuvres, noms de bateaux, etc.
- Les citations ne sont pas en italique mais en corps de texte normal. Elles sont entourées par des guillemets français : « et ».
- Les listes à puces sont à éviter, des paragraphes rédigés étant largement préférés. Les tableaux sont à réserver à la présentation de données structurées (résultats, etc.).
- Les appels de note de bas de page (petits chiffres en exposant, introduits par l'outil «  Source ») sont à placer entre la fin de phrase et le point final[comme ça].
- Les liens internes (vers d'autres articles de Wikipédia) sont à choisir avec parcimonie. Créez des liens vers des articles approfondissant le sujet. Les termes génériques sans rapport avec le sujet sont à éviter, ainsi que les répétitions de liens vers un même terme.
- Les liens externes sont à placer uniquement dans une section « Liens externes », à la fin de l'article. Ces liens sont à choisir avec parcimonie suivant les règles définies. Si un lien sert de source à l'article, son insertion dans le texte est à faire par les notes de bas de page.
- La présentation des références doit suivre les conventions bibliographiques. Il est recommandé d'utiliser les modèles {{Ouvrage}}, {{Chapitre}}, {{Article}}, {{Lien web}} et/ou {{Bibliographie}}. Le mode d'édition visuel peut mettre en forme automatiquement les références.
- Insérer une infobox (cadre d'informations à droite) n'est pas obligatoire pour parachever la mise en page.

Pour une aide détaillée, merci de consulter Aide:Wikification.
Si vous pensez que ces points ont été résolus, vous pouvez retirer ce bandeau et améliorer la mise en forme d'un autre article.
Smartwings Slovakia, anciennement Travel Service Slovakia, est une compagnie aérienne charter slovaque basée à Bratislava, en Slovaquie. La société a été fondée en 2010 et opère à partir de l'aéroport de Bratislava. C'est une filiale de Smartwings (anciennement appelée Travel Service). En décembre 2018, elle a adopté sa nouvelle marque.

## Destinations
Smartwings Slovaquie dessert les destinations de loisirs suivantes :[réf. nécessaire]
Afrique
Cap-Vert
- Boa Vista - Aéroport de Rabil
- Aéroport international de Sal - Amílcar Cabral

Egypte
- Hurghada - Aéroport international d'Hurghada
- Marsa Alam - Aéroport international de Marsa Alam
- Charm el-Cheikh - Aéroport international de Charm el-Cheikh

Tunisie
- Aéroport international de Djerba - Zarzis
- Aéroport international de Monastir - Monastir - Habib Bourguiba

Asie
Israël
- Tel Aviv - Aéroport international Ben Gurion

Emirats Arabes Unis
- Dubaï - Aéroport international de Dubaï

Europe
Albanie
- Tirana - Aéroport de Tirana

Bulgarie
- Bourgas - Aéroport de Bourgas

Chypre
- Larnaca - Aéroport international de Larnaca
- Paphos - Aéroport international de Paphos

Grèce
- Corfou - Aéroport international de Corfou
- Heraklion - Aéroport international d'Héraklion
- Kavala - Aéroport international de Kavala
- Kalamata - Aéroport international de Kalamata
- Aéroport international de Kos - Kos Island
- Aéroport de Patras - Araxos
- Rhodes - Aéroport international de Rhodes
- Thessalonique - Aéroport de Thessalonique
- Zakynthos - Aéroport international de Zakynthos

Italie
- Cagliari - Aéroport Cagliari-Elmas
- Catane - Aéroport de Catane-Fontanarossa
- Lamezia Terme - Aéroport de Lamezia Terme
- Palerme - Aéroport de Palerme

Slovaquie
- Bratislava - Aéroport MR Štefánik BASE
- Košice - Aéroport international de Košice

Espagne
- Almería - Aéroport d'Almería
- Fuerteventura - Aéroport de Fuerteventura
- Gran Canaria - Aéroport Las Palmas
- Ibiza - Aéroport d'Ibiza
- Malaga - Aéroport de Malaga-Costa del Sol
- Minorque - Aéroport de Minorque
- Palma de Majorque - Aéroport de Palma de Majorque

Turquie
- Antalya - Aéroport d'Antalya
- Bodrum - Aéroport Milas-Bodrum
- Izmir - Aéroport Adnan Menderes

## Flotte

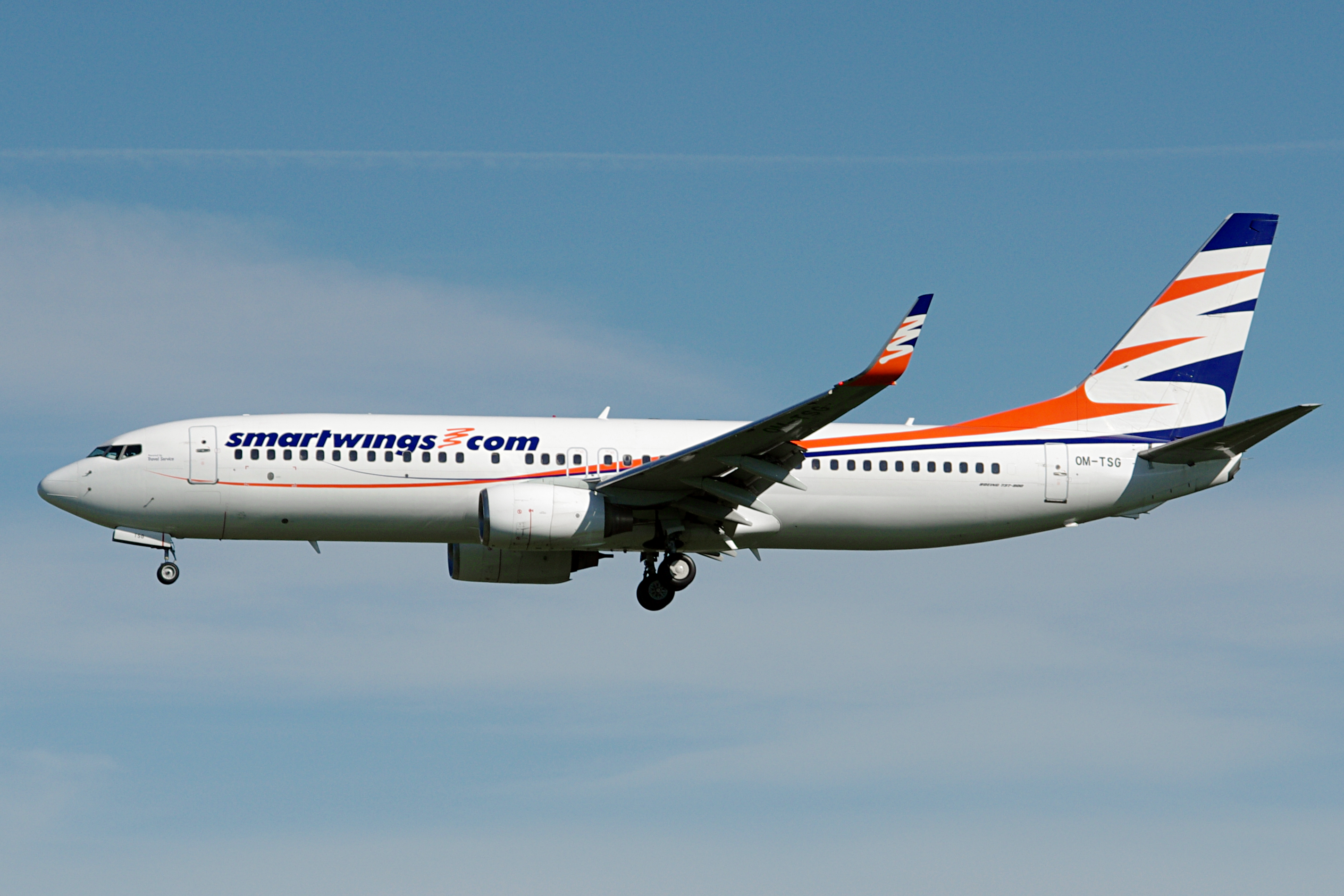
Boeing 737-800 de Smartwings Slovakia

### Flotte actuelle
Depuis août 2017, Smartwings Slovakia exploite les aéronefs suivants :
| Appareil       | En Service | Commande | Passagers | Passagers | Passagers | Notes  |
| Appareil       | En Service | Commande | C         | Y         | Total     | Notes  |
| -------------- | ---------- | -------- | --------- | --------- | --------- | ------ |
| Boeing 737-800 | 1          | —        | –         | 189       | 189       | OM-TSG |
| Total          | 1          | —        |           |           |           |        |

### Ancien avion
- Airbus A320-200[2]